# Antoni Fuster Valldeperes
Antoni Fuster Valldeperes, oficialment Antoni Fusté Valldeperes, (Reus, Baix Camp, 1895 - Barcelona, 1942) fou un pintor i escriptor català, fill d'Antoni Fuster Banús.

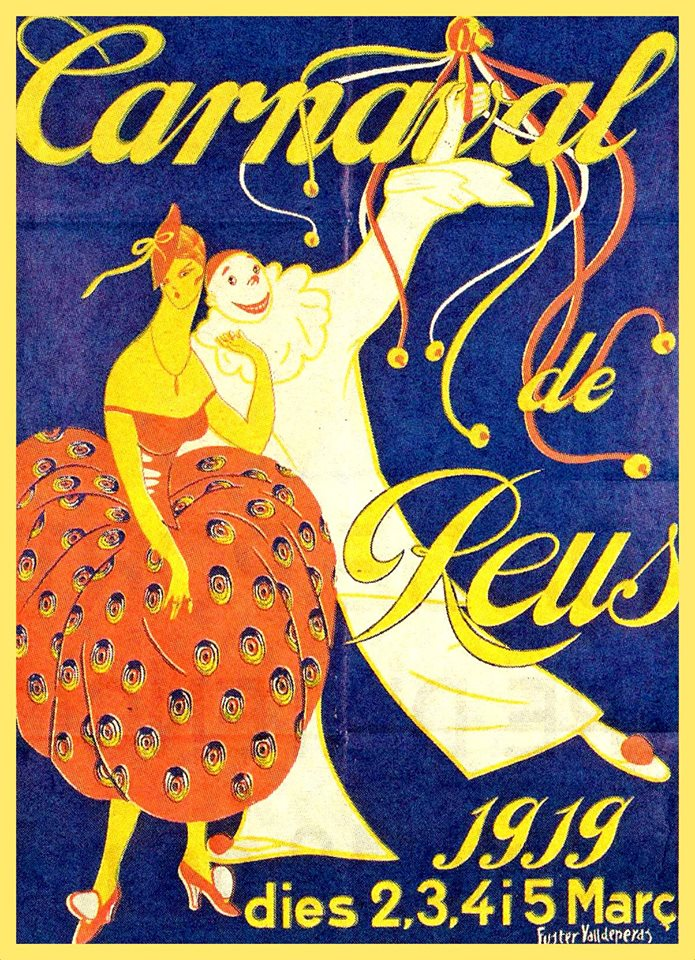
Cartell de carnaval fet per Fuster Valldeperes el 1919

Fill d'un pintor va seguir l'art del seu pare però a causa d'una malaltia mental fou tancat a l'Institut Pere Mata (manicomi de Reus); es va recuperar però el 1914 fou tancat un altre cop a petició pròpia; recuperat, va tornar a recaure, i el 1922 el trobem fent una cura de repòs a l'Institut Pere Mata. Es dedicava més a escriure que a pintar i va col·laborar a la majoria dels diaris de l'època, especialment a La Veu del Camp, on publicava una secció fixa i a Foment, on col·laborava sota el pseudònim de "Lluch", i publicava quasi diàriament "Moments", un aplec de treballs publicats posteriorment en un volum. També publicà a Reus. A la seva joventut col·laborà amb dibuixos i gravats a L'Escut de Reus. Publicà obres de teatre (Camp perdut, (1916), La Bruixa (1918)) i contes i rondalles (La Dama del retaule: conte (1919), El Príncep captiu: llegenda (1921), Perot i l'estel: rondalles del vell boter (1934)). Aquesta última obra, Perot i l'estel, és, segons Magí Sunyer, la seva millor i més extensa novel·la, on deixa testimoni dels costums i festes d'altres temps, dels personatges típics i pintorescos, amb una atenció especial cap al món dels gitanos, i narra la confrontació entre el vell republicanisme i l'entrada de les idees catalanistes. La seva obra pictòrica més coneguda és el cartell del Carnaval de 1919. El 1927 va obrir una botiga d'arts decoratives a Barcelona a la via Laietana. Va escriure contes, novel·les i obres de teatre, i va dirigir la revista Meridià: tribuna del Front Intel·lectual Antifeixista (1938-1939) de Barcelona. La ciutat de Reus li ha dedicat un carrer.